# 이츠 올 곤 피트 통
이츠 올 곤 피트 통(It's All Gone Pete Tong)은 캐나다에서 제작된 마이클 도즈 감독의 2004년 코미디, 드라마 영화이다. 폴 케이 등이 주연으로 출연하였고 알란 니블로 등이 제작에 참여하였다.

## 출연

### 주연
- 폴 케이
- 마이크 윌모트

### 조연
- 베아트리즈 바타다
- 케이트 마고완
- 피트 통

## 제작진
- 미술: 폴 번스
- 배역: 샘 챈들리